# Хернандо (округ)
Херна́ндо (англ. Hernando county) — округ штата Флорида Соединённых Штатов Америки. На 2000 год в нем проживало 130 802 человека. По оценке бюро переписи населения США в 2006 году население округа составляло 165 409 человек. Окружным центром является город Бруксвилл.

## История
Около 1840 года в северо-восточной части современного Бруксвилла для защиты поселенцев от коренного населения был основан форт Де-Сото. К 1845 году вокруг него выросло небольшое поселение, появилась фактория и перевалочный пункт на пути в Тампу.
27 февраля 1843 года, за два года до присоединения Флориды к Соединённым Штатам, из участков округов Алачуа, Хилсборо и Ориндж был сформирован округ Хернандо, включавший тогда современные округа Ситрус и Паско. Первоначально названный в честь испанского исследователя Эрнандо де Сото, округ уже в 1844 году был переименован в Бентон, в честь Томаса Харта Бентона, сенатора от Миссури, оказавшего помощь при его создании. Однако его поддержка Миссурийского компромисса и изменившиеся взгляды на проблему рабства были негативно встречены населением Эрнанадо, и в 1850 году округу вернули изначальное название.
В декабре 1854 года легислатура штата назначила маленький портовый город Бейпорт окружным центром. Однако население восточных районов округа потребовало, чтобы администрация была перенесена ближе к центру, и в 1855 году администрация переехала в город Мелендес, расположенный в 8 километрах от географического центра округа. В 1856 году жители Хернандо проголосовали за переименование нового окружного центра в Бруксвилл, в честь сенатора от Южной Каролины Престона Брукса, ставшего особенно известным на Юге, после того как избил тростью сенатора Чарльза Самнера в Палате Представителей.